# چندراپور
شهر چندراپور (به انگلیسی: Chandrapur) با جمعیت ۳۴۳٫۵۱۶ نفر در ایالت مهاراشترا در کشور هند واقع شده‌است.